# إليزابيث مولدر
إليزابيث مولدر (بالإسبانية: Elisabeth Mulder) هي مترجمة وصحفية وكاتِبة وشاعرة إسبانية، ولدت في 9 فبراير 1904 في برشلونة في إسبانيا، وتوفي بنفس المكان في 28 نوفمبر 1987.

## وصلات خارجية
- إليزابيث مولدر على موقع IMDb (الإنجليزية)
- إليزابيث مولدر على موقع ميوزك برينز (الإنجليزية)